# Virginio Cáceres
Virginio Cáceres Villalba (né le 21 mai 1962 à Itacurubi del Rosario au Paraguay) est un joueur de football international paraguayen. Il évolue au poste de défenseur du milieu des années 1980 au début des années 2000.

## Biographie

### Carrière en sélection
Avec l'équipe du Paraguay, il joue 43 matchs (pour un but inscrit) entre 1985 et 1989. 
Il figure dans le groupe des sélectionnés lors de la Coupe du monde de 1986 (sans jouer de matchs lors de la phase finale de cette compétition).
Il participe également aux Copa América de 1987 et de 1989. Il se classe quatrième de la compétition en 1989.
Il joue enfin la Coupe du monde des moins de 20 ans 1985 organisée en URSS. À cette occasion, il dispute trois matchs dans le stade de la ville de Bakou.

## Palmarès
| Club Guaraní - Championnat du Paraguay (1) : - Champion : 1984.                                                                  |  | Club Olimpia \| - Championnat du Paraguay (6) : - Champion : 1993, 1995, 1997, 1998, 1999 et 2000. - Copa Libertadores (1) : - Vainqueur : 2002. \| \| - Supercopa Sudamericana (1) : - Vainqueur : 1990. - Recopa Sudamericana (1) : - Vainqueur : 1991. \| |
| - Championnat du Paraguay (6) : - Champion : 1993, 1995, 1997, 1998, 1999 et 2000. - Copa Libertadores (1) : - Vainqueur : 2002. |  | - Supercopa Sudamericana (1) : - Vainqueur : 1990. - Recopa Sudamericana (1) : - Vainqueur : 1991. |